# 最強タンクの迷宮攻略
『最強タンクの迷宮攻略』（さいきょうタンクのめいきゅうこうりゃく）は、木嶋隆太による日本のライトノベル。イラストはさんどが担当。「小説家になろう」（ヒナプロジェクト）にて2018年7月13日より『体力9999のSSRスキル持ちタンク、勇者パーティーを追放される』というタイトルで連載。2019年4月よりヒーロー文庫より書籍化刊行され、それに伴いタイトルが現行の物へと変更された。
メディアミックスとして、『最強タンクの迷宮攻略〜体力9999のレアスキル持ちタンク、勇者パーティーを追放される〜』（さいきょうタンクのめいきゅうこうりゃく たいりょく9999のレアスキルもちタンク、ゆうしゃパーティーをついほうされる）のタイトルで、如月命によるコミカライズが『マンガUP!』（スクウェア・エニックス）にて、2019年5月4日より連載されている。また、2024年1月から3月までテレビアニメが放送された。
シリーズ累計発行部数は2024年9月時点で130万部を突破している。

## 登場人物
ルード
声 - 笠間淳
本作の主人公。冒険者。巨大な盾で相手の攻撃を防ぐ「タンク」を担当する。妹のマニシアの病気を治す為、ダンジョンに挑んでいる。
冒険者としてのランクは最低のFだが、これはランクの更新をサボっているのが原因であり、実際の実力はSランク以上。
火・水・風・土など全ての属性魔法を使えるが、威力は低く単体では攻撃としては使えず、主に剣に対するエンチャントの燃料として使っている。
敵の注目を集める「挑発」、状態異常を無効化する「健康体」の他、パーティ内の誰かが攻撃を受けると外皮の消耗を肩代わりするうえパーティ全員のステータスを強化する「犠牲の盾」、外皮が削られた分攻撃力が上がる「生命変換」、というスキルを所持している。
キグラスとパーティを組んでいる間は後者2つのスキルを把握しておらず、不可解な状況で突然外皮を削られたように見えたため、キグラスにパーティを追放される原因となった。追放後、帰省ついでに商人の護衛をしていたところ森の中を彷徨うルナを救助し、彼女にスキルを鑑定してもらったことでスキルの存在を把握した。
トマトが好物。
重度のシスコンであり、妹のマニシアを「女神」と呼んだりしている。
アバンシア迷宮攻略を機に、クランを結成。リーダーに就任した。
ニン
声 - 本渡楓
公爵令嬢であり、教会の聖女。ルードに対して好意を抱く。
キグラスによるルードの追放に一人反対していたが、押し切られてしまった。
その後キグラスのパーティがルードを失い解散したため一人でルードの家に押しかけ、居候を始める。
回復魔術に長けている。グリードとの戦いでルードが魔人化しようとした際にルードを正気に戻し助ける。
ルナ
声 - 市ノ瀬加那
鑑定のスキルを持っている戦闘用ホムンクルス。本来戦闘ができるホムンクルスは違法であり、露見した時点で処分される存在である。
本来ホムンクルスは誰かの所有物であるのだが、彼女は何故か一人森の中を彷徨っているのを、商人を護衛中のルードが発見し保護した。
その後ルードに連れられ、ホムンクルスであることを隠してルードの自宅で居候することとなる。
マニシア
声 - 小倉唯
ルードの妹。病気の為体が弱い。頭頂部から生えた一本のアホ毛が特徴的で、このアホ毛が感情に合わせて揺れる特異体質。
幼い頃に親に捨てられ、兄であるルードともにスラム街で育った経緯がある。
指定した対象の位置が分かる「マーカー」というスキルを所持している。
元々騎士になれる素質を持つルードが自分の病気を治すために冒険者になった、という経緯からルードに負い目を持っており、ルードにどう接すれば良いのか分からなくなっていた。しかしルードが保護したルナに説得され、本心をルードに打ち明ける事が出来た。
マリウスのダンジョン攻略の報酬で得た奇跡の石のおかげで病気が良くなっているが、完治したわけではない模様。その後も奇跡の石を手に入れるたびにマニシアの治療に使用している。
ルードが結成したクランで事務を担当。
リリア
声 - 大橋彩香
ギルド職員。リリィとは双子の姉妹で勝ち気な性格。
父親に虐待を受けて家を飛び出した過去を持つ。そのためかリリィに対して過保護になっており、妹離れが出来ていない。
妹離れをしようとするも複雑な感情を抱いている。
二刀流で前衛を務めるほか、リリィと融合することで「リリアリィ」となり更に強化される。基本的に融合中は彼女が主導権を持つ。
リリィ
声 - 優木かな
ギルド職員。リリアとは双子の姉妹で温厚な性格。
父親に虐待を受けて家を飛び出した過去を持つ。リリアに対しては頼り切りなことに申し訳なさを感じており、姉離れをしたいと考えている。
ダンジョン攻略を経て自分なりに成長したいと思い行動するようになる。
魔法で後衛を務めるほか、リリアと融合することで「リリアリィ」となり更に強化される。
融合中は基本的にリリアに任せきりだったのだが、アモンとの戦いで初めて自分が主導権を持って戦闘を行い、アモンを倒した。
キグラス
声 - 増田俊樹
勇者。プライドが高く自分の失敗を頑なに認めない。
外皮を消費する代わりに身体能力を強化する「ライフバースト」を所有している。
ルードの「犠牲の盾」によって「ライフバースト」による外皮の消費をルードが肩代わりしていたため、一見するとキグラスにデメリットが無いように見える。そのためデメリットに気づかずに「ライフバースト」をむやみやたらに多用し、ルードの外皮を無駄遣いしていた。
その後サーアをパーティに入れた代わりにルードを追放。しかし「犠牲の盾」による外皮の肩代わりが無くなったため「ライフバースト」が使いづらくなり、さらにステータス強化の恩恵が無くなったことで弱体化。それでも無理にランクの高い魔物に挑んでは負けていたため、パーティメンバーに見限られパーティは解散する。
後にルードに謝罪した。
サーア
声 - 田中有紀
女性のタンク。新メンバー。回避タンクと呼ばれる、敵の注目を集めるが攻撃を受けるのではなく避ける形の戦いをする。

### アバンシア迷宮
マリウス
声 - 岡本信彦
アバンシア迷宮の守護者。侍のような恰好をした男。他の守護者からは実力の低さで見下されている。
アバンシア迷宮を管理下に置くため攻略するルード達と最下層にて交戦。優位な戦いと思えたが敗北し、アバンシア迷宮の管理を一時的にルード達に譲ることになった。またルード達の仲間となり、ルード達の旅に同行し、他のダンジョン攻略の手助けをしている。
ライム
声 - 櫻弥恵
ルードがアバンシア迷宮の管理者を引き受ける際に、迷宮の管理室で引き当てたレアスライム。
ルードに懐いたためペットとして迎えられ「ライム」と名付けられた。普段はマニシアが面倒を見ている。

### ケイルド迷宮
アモン
声 - 久野美咲
ケイルド迷宮の守護者。和服を着た吸血鬼の少女であり魔王の一人。風属性の使い手であり、巨大な狼の姿に変身することもできる。
51階層を攻略したルード達の前に突如現れる。
最終的にリリアと融合したリリィに敗れ、マリウスと同様ルード達の仲間となった。

### アバンシアの町の近くに新たに現れた迷宮
グリード
声 - 森川智之
アバンシアの町の近くに新たに現れた迷宮の守護者にして魔王の一人。白衣を着た研究者のような外見の男で、ホムンクルスの産みの親。魔力を使用した「最強の存在」を作るため、ホムンクルスを使用した実験を行っている。
迷宮には階層も迷宮らしい作りもなく無機質な空間になっており、ルード達パーティが入ってすぐに姿を現す。ルードに倒され魔力を奪う首輪をされ王都地下牢に幽閉される。

### 図書館の迷宮
ヴァサゴ・グラットニー
王都の巨大図書館に突如現れた迷宮の守護者にして魔王の一人。40階層でルード達の前に現れ、グラトの記憶喪失のことも知っていた。王都周辺で出現した黒い魔物は彼が暇つぶしの実験で生み出されたものである。
最初に現れたヴァサゴは実験により分離した半身であり、力も本来の半分ほどになっていた。最深部でグラトを強制的に吸収して強くなる。
ルードらに倒され首輪をされて魔力を失い王都へ連行されて引き渡された。
グラト
図書館迷宮内で一人佇んでいた青年。名前と使える魔法以外の記憶がなく、ただ最下層に行く使命感があるのみで謎が多かった。魔王ヴァサゴによって分離した人間の部分であり最深部でヴァサゴに吸収される。しかしルードらに弱体化されたヴァサゴから助け出された。以後はルードらの仲間になる。

## 用語
外皮
この世界のあらゆる人間が纏っているオーラのようなものであり、敵の攻撃を受けた際耐久値を消費することで外傷を防ぐ。攻撃を盾などで防いだ場合は消耗しない。受けた攻撃の強さによって減少量は変化し、耐久値が0になると外皮は一時的に消滅する。
外皮がある限り外傷を受けることは無いが、逆に言うと外皮が消滅した状態では現実世界の人間と同じ状態となり、攻撃を受ければ外傷を負ったり最悪死亡する。
本作のサブタイトルの「体力」とはこれの事を指している。
外皮の耐久値は個人差があり、例えばルードは作中で最も多い9999である。
魔物
この世界で人を襲うモンスター。
通常の生物の様に地上で暮らすものと迷宮で生まれるものの2種類が存在する。地上で暮らすものは絶命するとそのまま死体がその場に残り、爪などを素材として活用できるが、迷宮で生まれたものは絶命すると死体は溶けるように消えてなくなり、魔石以外は何も残らない。
魔石
魔法を使う魔物が体内に持っている、赤く輝く石。名前通り魔力を内蔵しており、ホムンクルスを動かす燃料などに使用される。
クラン
冒険者で構成された団体。国家に公認されたものであり魔物から町を守る使命を帯びている。治安維持も兼ねており、クランの無い町では悪名のある冒険者が入って治安が悪化する危険がある。

## 既刊一覧

### 小説
- 木嶋隆太（著）・さんど（イラスト）『最強タンクの迷宮攻略』主婦の友社〈ヒーロー文庫〉、既刊8巻（2024年9月30日現在）
  1. 2019年4月30日発売[2]、ISBN 978-4-07-438133-3
  2. 2019年10月31日発売[9]、ISBN 978-4-07-441000-2
  3. 2020年6月30日発売[10]、ISBN 978-4-07-443915-7
  4. 2021年8月31日発売[11]、ISBN 978-4-07-449243-5
  5. 2023年2月25日発売[12]、ISBN 978-4-07-454830-9
  6. 2023年12月28日発売[13]、ISBN 978-4-07-456697-6
  7. 2024年3月29日発売[14]、ISBN 978-4-07-459477-1
  8. 2024年9月30日発売[15]、ISBN 978-4-07-460820-1

### 漫画
- 木嶋隆太（原作）・如月命（漫画）・さんど（キャラクター原案）『最強タンクの迷宮攻略〜体力9999のレアスキル持ちタンク、勇者パーティーを追放される〜』スクウェア・エニックス〈ガンガンコミックスUP!〉、既刊13巻（2025年4月7日現在）
  1. 2019年10月12日発売[16]、ISBN 978-4-7575-6347-6
  2. 2020年2月12日発売[17]、ISBN 978-4-7575-6428-2
  3. 2020年9月7日発売[18]、ISBN 978-4-7575-6827-3
  4. 2021年3月5日発売[19]、ISBN 978-4-7575-7131-0
  5. 2021年9月7日発売[20]、ISBN 978-4-7575-7450-2
  6. 2022年2月7日発売[21]、ISBN 978-4-7575-7726-8
  7. 2022年9月7日発売[22]、ISBN 978-4-7575-8117-3
  8. 2023年2月7日発売[23]、ISBN 978-4-7575-8385-6
  9. 2023年10月6日発売[24]、ISBN 978-4-7575-8835-6
  10. 2023年12月7日発売[25]、ISBN 978-4-7575-8941-4
  11. 2024年5月7日発売[26]、ISBN 978-4-7575-9174-5
  12. 2024年10月7日発売[27]、ISBN 978-4-7575-9456-2
  13. 2025年4月7日発売[28]、ISBN 978-4-7575-9783-9

## テレビアニメ
2023年10月にテレビアニメ化が発表された。そして、コミカライズ版が原作となり、『最強タンクの迷宮攻略〜体力9999のレアスキル持ちタンク、勇者パーティーを追放される〜』のタイトルで2024年1月から3月まで朝日放送テレビ・テレビ朝日系列の『ANiMAZiNG!!!』枠にて放送された。

### スタッフ
- 原作 - 木嶋隆太、如月命[31]
- キャラクター原案 - さんど[31]
- 監督 - 熨斗谷充孝[31]
- シリーズ構成・脚本 - 雨宮ひとみ[31]
- キャラクターデザイン - 永井泰平[30]
- 美術設定 - 高橋麻穂
- 美術監督 - SHARP[30]
- 色彩設計 - 猪又菜美[30]
- 撮影監督 - 西村徹也[30]
- 編集 - 新見元希[30]
- 音響監督 - えびなやすのり[30]
- 音楽 - Mao Yamamoto[30]
- 音楽制作 - ビクターエンタテインメント[30]
- プロデューサー - 小林大介、田中勇丞、田代成、小坂純、藤村智子、林雅之、畑洋平
- プロデュース - GOODSMILE FILM（兼光一博、福島洋心）
- アニメーションプロデューサー - 菊地真矢
- アニメーション制作 - STUDIO POLON[31]
- 製作 - 「最強タンクの迷宮攻略」製作委員会

### 主題歌
オープニング・エンディング共にいれいすが担当。
「Brave」
オープニング主題歌。作詞・作曲はムラタリョウスケ、編曲は脇眞富。
「夢の中で」
エンディング主題歌。作詞・作曲はムラタリョウスケ、編曲は水野谷怜。

### 各話リスト
| 話数   | サブタイトル       | 絵コンテ        | 演出                | 作画監督 | 総作画監督        | 初放送日      |
| ------ | ------------------ | --------------- | ------------------- | --- | ----------------- | ------------- |
| 第1話  | パーティー離脱     | 熨斗谷充孝      | 泉保良輔            | 清水恵蔵 野上慎也 那須野文 山本径子 | 永井泰平          | 2024年 1月7日 |
| 第2話  | アバンシアへの帰還 | 神崎ユウジ      | 月野正志            | 羽野広範 なかじまちゅうじ Revival Big Owl ワン・オーダー 無錫旭陽動畫製作有限会社                                                        | 永井泰平 山本径子 | 1月14日       |
| 第3話  | 未知の魔物         | 前澤大樹        | 清水明              | 北島勇樹 江原小百合 長濵睦輝 | 永井泰平          | 1月21日       |
| 第4話  | わがまま           | 吉川浩司 竹内光 | 矢野孝典            | Chang Bum-Chul Lee Seok-Yoon Kim Dae-Jung Lee Jong-Kook                                                                                  | 永井泰平          | 1月28日       |
| 第5話  | 夢へ               | 辻橋綾佳        | 辻橋綾佳            | 野上慎也 Go Yu-il 榎本彩芽 Kim Hyeon-gyeong 斎藤真珠 Jung hyun soo 山本径子                                                              | 永井泰平          | 2月4日        |
| 第6話  | 迷宮の管理者       | 神崎ユウジ      | 月野正志            | 羽野広範 北川太郎 無錫旭陽動畫製作有限会社                                                                                               | 永井泰平          | 2月11日       |
| 第7話  | ケイルドにて       | 前澤大樹        | 粟井重紀            | 宇津木勇 山本径子 Han Seung Hui 桝井一平 蕭宇庭 石井麻衣 小西亜実 手塚このみ                                                             | 永井泰平          | 2月18日       |
| 第8話  | リリアとリリィ     | 内野宮晃希      | 清水明              | 飯飼一幸 関鵬 | 永井泰平          | 2月25日       |
| 第9話  | アモン・スロース   | 前澤大樹        | 日下部優樹 角原勇輝 | Han Seung Hui 野上慎也 山本径子 桝井一平 斎藤真珠 清田華穂 榎本彩芽 杜林桂 蕭宇庭 手塚このみ 安西佳恵 那須野文                           | 永井泰平          | 3月3日        |
| 第10話 | 異国のホムンクルス | 神崎ユウジ      | 月野正志            | Big Owl 十文字 無錫旭陽動畫製作有限会社                                                                                                  | 山本径子          | 3月10日       |
| 第11話 | 魔物の襲撃         | 黒瀬大輔        | 江副仁美            | 広中千恵美 Lee Seok Yoon 李品華 趙親雲 上海炫舟文化伝媒有限公司                                                                          | 永井泰平 山本径子 | 3月17日       |
| 第12話 | 魔の力             | 熨斗谷充孝      | 熨斗谷充孝          | 野上慎也 Han Seung Hui 山本径子 杜林桂 蕭宇庭 榎本彩芽 斎藤真珠 清田華穂 那須野文 徳川恵梨 小西亜実 Go Yu-il Kim Hyeon-gyeong Jo mi-jung | 永井泰平          | 3月24日       |

### 放送局
| 放送期間                | 放送時間                     | 放送局                                              | 対象地域・備考                       |
| ----------------------- | ---------------------------- | --------------------------------------------------- | ------------------------------------ |
| 2024年1月7日 - 3月24日  | 日曜 2:00 - 2:30（土曜深夜） | 朝日放送テレビ（幹事局）および テレビ朝日系列全24局 | 日本国内 『ANiMAZiNG!!!』枠          |
| 2024年1月12日 - 3月29日 | 金曜 2:00 - 2:30（木曜深夜） | BS12 トゥエルビ                                     | BS放送 / 『アニメ26』枠              |
|                         | 金曜 21:30 - 22:00           | AT-X                                                | CS放送 / 字幕放送 / リピート放送あり |

| 配信開始日    | 配信時間                   | 配信サイト                                                                                            |
| ------------- | -------------------------- | --- |
| 2024年1月7日  | 日曜 2:30（土曜深夜） 更新 | ABEMA                                                                                                 |
| 2024年1月9日  | 火曜 2:00（月曜深夜） 更新 | Amazon Prime Video U-NEXT アニメ放題 dアニメストア Lemino DMM TV バンダイチャンネル Hulu FOD ニコニコ |
| 2024年1月10日 | 土曜 0:00（金曜深夜） 更新 | J:COM STREAM TELASA milplus見放題パックプライム auスマートパスプレミアム マンガUP!                    |
|               | 土曜 12:00 更新            | TVer                                                                                                  |

### BD
| 巻  | 発売日       | 収録話         | 規格品番   |
| --- | ------------ | -------------- | ---------- |
| BOX | 2024年8月7日 | 第1話 - 第12話 | ABCX-00339 |

| 朝日放送テレビ・テレビ朝日系列 ANiMAZiNG!!! | 朝日放送テレビ・テレビ朝日系列 ANiMAZiNG!!!                                         | 朝日放送テレビ・テレビ朝日系列 ANiMAZiNG!!! |
| 前番組                                      | 番組名                                                                              | 次番組                                      |
| ------------------------------------------- | ----------------------------------------------------------------------------------- | ------------------------------------------- |
| ポーション頼みで生き延びます!               | 最強タンクの迷宮攻略〜体力9999の レアスキル持ちタンク、勇者パーティーを追放される〜 | となりの妖怪さん                            |